# Igor Flores
Igor Flores Galarza (Urdiain, 5 de dezembro de 1973) é um ex-ciclista espanhol, que era profissional entre 1996 e 2002. No Tour de France 2002, ele foi o último na classificação geral, o lanterne rouge.